# 괜찮아 3반
괜찮아 3반(일본어: だいじょうぶ3組 다이조부산쿠미[*])은 오토다케 히로타다의 소설이다. 오토다케가 2007년부터 3년간 초등학교 교사로 재직하면서 생긴 사건을 쓴 에세이이다. 감독 히로키 류이치에 의해 영화화되어 2013년 공개되었다. 오토다케 히로타다는 그 영화에 실제로 출연했다.